# Departamento de Susques
Departamento de Susques är en kommun i Argentina.   Den ligger i provinsen Jujuy, i den norra delen av landet, 1 500 km nordväst om huvudstaden Buenos Aires.
Trakten runt Departamento de Susques är ofruktbar med lite eller ingen växtlighet. Trakten runt Departamento de Susques är nära nog obefolkad, med mindre än två invånare per kvadratkilometer.